# Johann Jakob Bucher
Johann Jakob Bucher (* 5. Oktober 1814 in Niederweningen; † 21. Januar 1905 in Regensberg) war ein Schweizer Politiker. Von 1857 bis 1866 gehörte er dem Nationalrat an.

## Biografie
Der Sohn eines Küfers und Schreiners besuchte eine Privatschule in Regensberg. Dort war er von 1832 bis 1836 als Kanzleigehilfe tätig, bis 1836 auch als Schreiber der Kriminalgerichtskanzlei in Zürich. Bucher studierte zum Teil berufsbegleitend Recht an der Universität Zürich, hinzu kamen kürzere Studienaufenthalte in Lausanne, Paris und London. 1844 machte er das Examen als Prokurator, von 1847 bis 1851 arbeitete er in Zürich als Rechtsanwalt und schliesslich bis 1869 als Gerichtsschreiber des Bezirks Regensberg.
1853 wurde Bucher in den Grossen Rat des Kantons Zürich gewählt, dem er bis 1866 angehörte. Nach einer misslungenen Kandidatur im Jahr 1854 kandidierte er mit Erfolg bei den Nationalratswahlen 1857 und vertrat danach den Wahlkreis Zürich-Nord. Im Parlament folgte er konsequent der Linie seines Studienfreundes Alfred Escher. Bucher setzte sich in seiner Wohngemeinde Regensberg für die Verbesserung der Infrastruktur ein, insbesondere Wasserversorgung sowie Telefon- und Telegrafenanschluss, weshalb er 1863 das Ehrenbürgerrecht erhielt. 1866 verpasste er die Wiederwahl als Nationalrat deutlich. Von 1869 bis 1903 (also noch im Alter von 89 Jahren) war er weiterhin Rechtsanwalt.